# Nerastria santarita
Nerastria santarita är en fjärilsart som beskrevs av Dyar 1911. Nerastria santarita ingår i släktet Nerastria och familjen nattflyn. Inga underarter finns listade i Catalogue of Life.